# Хартс оф Оук
«Хартс оф Оук» (англ. Accra Hearts of Oak Sporting Club) — ганский футбольный клуб из города Аккра. Выступает в Чемпионате Ганы. Основан 11 ноября 1911 года. Домашние матчи проводит на стадионе «Охене Джан», вмещающем 40 000 зрителей.

## История
«Хартс оф Оук» является одним из двух столпов клубного футбола Ганы наравне с другим местным грандом — клубом «Асанте Котоко» из Кумаси. «Дубовые сердца» стали вторым и пока последним клубом из Ганы, которому удалось одержать победу в Лиге чемпионов и единственным, кому удавалось побеждать в других континентальных турнирах — Кубке Конфедерации и Суперкубке.

## Достижения

### Местные
- Чемпион Ганы — 20 (1956, 1958, 1961/62, 1971, 1973, 1976, 1978, 1979, 1984, 1985, 1989/90, 1996/97, 1997/98, 1999, 2000, 2001, 2002, 2004/05, 2006/07, 2008/2009)

- Обладатель Кубка Ганы — 9 (1973, 1974, 1979, 1981, 1989, 1993/94, 1995/96, 1999, 2000)

### Международные
- Лига чемпионов КАФ (1)
  - Победитель: 2000
- Кубок Конфедерации КАФ (1)
  - Победитель: 2004
- Суперкубок КАФ (1)
  - Победитель: 2000/2001